# Gousto
Gousto, el nombre comercial de SCA las inversiones Limitadas, es un set de comida minorista británico con sede en Sheperds Bush, Londres. Fue fundado por Timo Boldt y James Carter. 
Gousto Suministra a sus suscriptores con cajas que incluyen ingredientes frescos ya medidos y recetas fáciles de seguir.

## Historia
En agosto de 2013, los cofundadores de Gousto aparecieron en Dragons's Den de la BBC.
En diciembre de 2015, Gousto levantó 9 millones de libras en fondos gracias a BGF Ventures, MMC Ventures,  Unilever Ventures y el Angel Co-fund, con más de 10 millones de libras en noviembre de 2016.
En octubre de 2016, el cofundador de Gousto Timo Boldt fue galardonado con el premio "Emprendedor Joven del año".
En enero de 2019, Gousto levantó 18 millones de libras tras ser financiado por Unilever Ventures, Hargreave Hale, MMC Ventures, el Ángel CoFund, y el entrenador físico Joe Wicks.
En julio de 2019, Gousto levantó 30 millones de libras tras ser financiado por la firma privada Perwyn.
En febrero de 2020, Gousto junto con la compañía inglesa The Meatless Farm se aliaron para cumplir con el objetivo de Gousto de cubrir la audiencia (principalmente vegana) que busca reducir su consumo de carne.
En abril de 2020, Gousto levantó 33 millones de libras en fondos gracias a Perwyn, BGF Ventures, MMC Aventuras y Joe Wicks.

## Reconocimiento
La compañía ganó premios por el Negocio Minorista del Año en el 2015, el Ángel-VC por Trato del Año en el 2015 Por el UK Business Angels Association Awards, el emprendedor Joven del año ( al CEO y fundador, Timo Boldt) en el 2014 por el Great British Entrepreneur Awards, y el premio Everline Future50 en los Real Business Awards en 2014.
Fue votada como el mejor servicio de sets de recetas por The independent, The Guardian y Tiempo Fuera Londres.